# Sony Pictures Animation
Sony Pictures Animation Inc. (referit de asemenea ca Sony Animation Studios și abreviat ca SPA) este un studio de animație american deținut de Sony Pictures Entertainment prin divizia lor Motion Picture Group. A fost fondat pe 9 mai 2002 și are sediul în Culver City, California. Majoritatea filmelor studioului sunt distribuite în toată lumea de Sony Pictures Releasing sub marca lor Columbia Pictures, iar lansările lor direct-pe-video sunt lansate de Sony Pictures Home Entertainment.
Studioul a produs 30 de filme lungmetraj, începând cu Năzdrăvanii din pădure, care a fost lansat pe 29 septembrie 2006, iar cel mai recent film al lor este Țac-țac! pe 13 august 2025; filmele lor viitoare includ Cel mai tare din parcare pe 13 februarie 2026, Buds pe 12 martie 2027 și Spider-Man: Beyond the Spider-Verse pe 25 iunie 2027.

## Filmografie
| 2006 | Năzdrăvanii din pădure                        |
| 2007 | Cu toții la surf!                             |
| 2008 | Năzdrăvanii din pădure 2                      |
| 2009 | Stă să plouă cu chiftele                      |
| 2010 |                                               |
| 2011 | Năzdrăvanii din pădure 3                      |
| 2011 | Ștrumpfii                                     |
| 2011 | Marea cursă de Crăciun                        |
| 2012 | Pirații! O bandă de neisprăviți               |
| 2012 | Hotel Transilvania                            |
| 2013 | Ștrumpfii 2                                   |
| 2013 | Stă să plouă cu chiftele 2                    |
| 2014 |                                               |
| 2015 | Hotel Transilvania 2                          |
| 2015 | Goosebumps: Îți facem părul măciucă           |
| 2016 | Năzdrăvanii din pădure. Speriosul sperioșilor |
| 2017 | Cu toții la surf 2: Mania valurilor           |
| 2017 | Ștrumpfii: Satul Pierdut                      |
| 2017 | Emoji Filmul. Aventura zâmbăreților 3D        |
| 2017 | Primul Crăciun                                |
| 2018 | Peter Iepurașul                               |
| 2018 | Hotel Transilvania 3: Monștrii în vacanță     |
| 2018 | Goosebumps 2: Halloween bântuit               |
| 2018 | Omul-Păianjen: În lumea păianjenului          |
| 2019 | Angry Birds 2                                 |
| 2020 |                                               |
| 2021 | Familia Mitchell împotriva roboților          |
| 2021 | Dragonul magic                                |
| 2021 | Vivo                                          |
| 2022 | Hotel Transilvania: Transformania             |
| 2023 | Omul-Păianjen: Prin lumea păianjenului        |
| 2024 |                                               |
| 2025 | Fetele Kpop la vânătoare de demoni            |
| 2025 | Țac-țac!                                      |
| 2026 | Cel mai tare din parcare                      |
| 2027 | Buds                                          |
| 2027 | Spider-Man: Beyond the Spider-Verse           |

### Francize
| # | Titlu                    | Ani          | Filme | Scurtmetraje | Sezoane | Note                                  |
| - | ------------------------ | ------------ | ----- | ------------ | ------- | ------------------------------------- |
| 1 | Năzdrăvanii din pădure   | 2006–prezent | 4     | 1            | 1       |                                       |
| 2 | Cu toții la surf!        | 2007–2017    | 2     | 0            | 0       |                                       |
| 3 | Stă să plouă cu chiftele | 2009–2018    | 2     | 4            | 2       |                                       |
| 4 | Ștrumpfii                | 2011–2017    | 2     | 2            | 0       |                                       |
| 5 | Hotel Transilvania       | 2012–prezent | 4     | 3            | 2       |                                       |
| 6 | Goosebumps               | 2015–2018    | 2     | 0            | 0       |                                       |
| 7 | Angry Birds              | 2016–prezent | 2     | 5            | 0       | Doar al doilea film și un scurtmetraj |
| 8 | Peter Iepurașul          | 2018–2021    | 2     | 1            | 0       | Doar primul film și un scurtmetraj    |
| 9 | Lumea păianjenului       | 2018–prezent | 2     | 2            | 0       |                                       |

### Filmele cu cele mai mari încasări
| Rang | Titlu                                     | An   | Încasări mondiale |
| ---- | ----------------------------------------- | ---- | ----------------- |
| 1    | Omul-Păianjen: Prin lumea păianjenului    | 2023 | $690,897,910      |
| 2    | Ștrumpfii                                 | 2011 | $563,749,323      |
| 3    | Hotel Transilvania 3: Monștrii în vacanță | 2018 | $528,583,774      |
| 4    | Hotel Transilvania 2                      | 2015 | $474,800,000      |
| 5    | Omul-Păianjen: În lumea păianjenului      | 2018 | $375,582,637      |
| 6    | Hotel Transilvania                        | 2012 | $358,375,603      |
| 7    | Ștrumpfii 2                               | 2013 | $347,545,360      |
| 8    | Peter Iepurașul                           | 2018 | $351,266,433      |
| 9    | Stă să plouă cu chiftele 2                | 2013 | $274,325,949      |
| 10   | Stă să plouă cu chiftele                  | 2009 | $243,006,126      |